# バレイラ

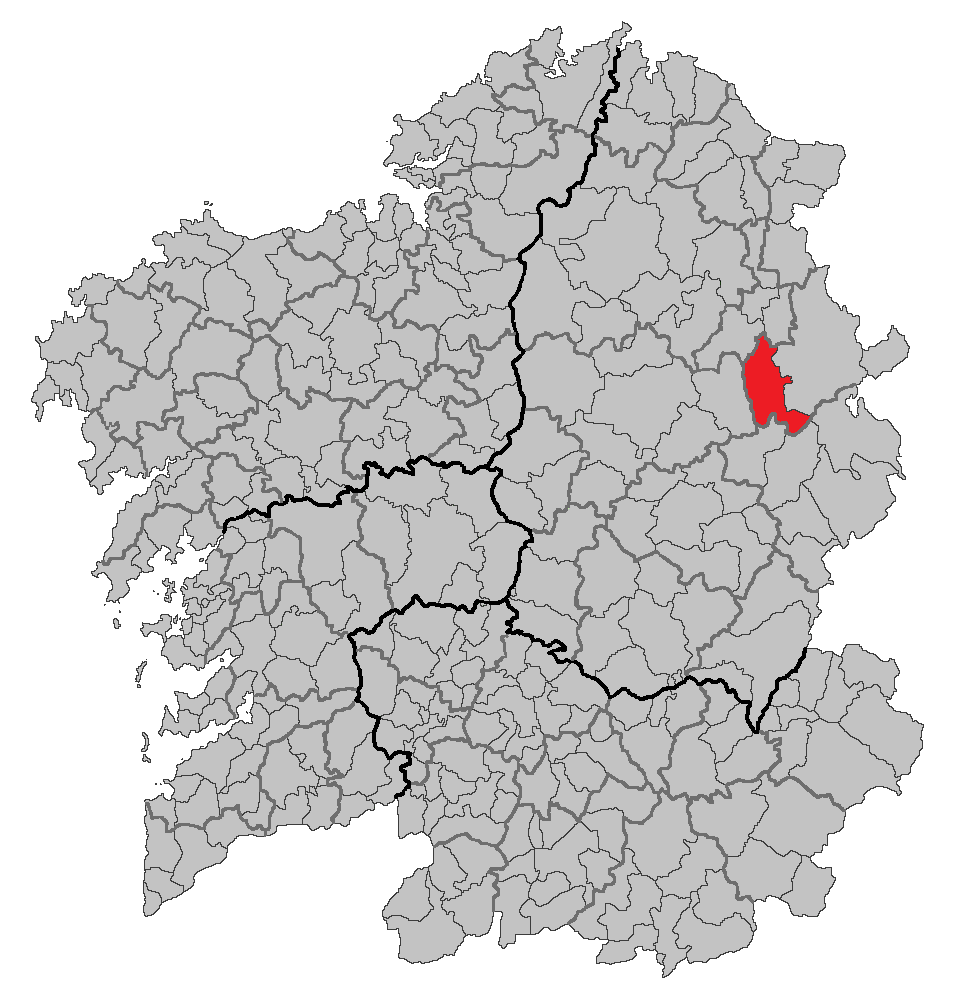

バレイラ（Baleira）はスペイン、ガリシア州、ルーゴ県の自治体、コマルカ・ダ・フォンサグラーダに属する。ガリシア統計局によると、2010年の人口は1,533人（2009年：1,584人、2006年：1,684人、2005年：1,729人、2004年：1,778人、2003年：1,800人）。 
ガリシア語話者の自治体人口に占める割合は99.72％（2001年）。

## 地理
バレイラはルーゴ県の中東部に位置し、コマルカ・ダ・フォンサグラーダに属する。北はポル、リベイラ・デ・ピキンと、東はア・フォンサグラーダ、ナビア・デ・スアルナと、南はベセレアー、バラージャと、西はカストロベルデの各自治体と隣接する。自治体中心地区はア・エスペレーラ教区のオ・カダボ地区。
バレイラはア・フォンサグラーダ司法管轄区に属す。

### 人口
| バレイラの人口推移 1900－2010                           |
|                                                         |
| 出典:INE（スペイン国立統計局）1900年 - 1991年、1996年 - |

## 政治
自治体首長はガリシア国民党（PPdeG）のフランシスコ・アカル・エイロス（Francisco Acal Eirós）、自治体評議員はガリシア国民党：6、ガリシア社会党（PSdeG-PSOE）：3となっている（2011年5月22日の自治体選挙結果、得票順）。
| 1999年6月13日自治体選挙 |        |        |          |
| 政党                    | 得票数 | 得票率 | 獲得議席 |
| PPdeG                   | 943    | 64.02% | 7        |
| IB                      | 392    | 26.61% | 3        |
| BNG                     | 130    | 8.83%  | 1        |

首長当選者：フランシスコ・アカル・エイロス（PPdeG）
| 2003年5月25日自治体選挙 |        |        |          |
| 政党                    | 得票数 | 得票率 | 獲得議席 |
| PPdeG                   | 979    | 70.33% | 7        |
| PSdeG-PSOE              | 297    | 21.34% | 2        |
| BNG                     | 112    | 8.05%  | 0        |

首長当選者：フランシスコ・アカル・エイロス（PPdeG）
| 2007年5月27日自治体選挙 |        |        |          |
| 政党                    | 得票数 | 得票率 | 獲得議席 |
| PPdeG                   | 817    | 61.38% | 6        |
| PSdeG-PSOE              | 327    | 24.57% | 2        |
| BNG                     | 175    | 13.15% | 1        |

首長当選者：フランシスコ・アカル・エイロス（PPdeG）
| 2011年5月22日自治体選挙 |        |        |          |
| 政党                    | 得票数 | 得票率 | 獲得議席 |
| PPdeG                   | 708    | 62.32% | 6        |
| PSdeG-PSOE              | 357    | 31.43% | 3        |
| BNG                     | 62     | 5.46%  | 0        |

首長当選者：フランシスコ・アカル・エイロス（PPdeG）

## 教区
バレイラは12の教区に分けられる。太字は自治体中心地区のある教区。
- ア・ブラーニャ（サン・ミゲル）
- コルネアス（サンティアーゴ）
- クビジェード（サンティアーゴ）
- ア・デゴラーダ（サン・ロウレンソ）
- ア・エスペレーラ（サン・ペドロ）
- ア・フォンタネイラ（サンティアーゴ）
- フォンテーオ（サンタ・マリーア）
- ア・ラストラ（サン・ショアン）
- リブラン（サンタ・マリーア）
- マルティン（サンティアーゴ）
- ポウサーダ（サン・ロウレンソ）
- レティソス（サンタ・マリーア・マダレーナ）